# Badagry

Missionshaus in Badagry

Badagry ist eine Stadt in Nigeria und die westlichste der 20 Local Government Areas (LGA) des Bundesstaates Lagos.

## Geographie
Die Stadt Badagry liegt im äußersten Südwesten von Nigeria an einer Lagune, dem Badagry Creek. Die Entfernung zur beninischen Hauptstadt Porto-Novo beträgt nur ca. 15 km, Lagos Island dagegen ist ca. 31 km entfernt.
Das LGA erstreckt sich über eine Fläche von 441,36 km² und grenzt im Osten an Ojo. Im Norden und im Westen grenzt der Bundesstaat Ogun an, im Süden der Atlantische Ozean. Bei der letzten Volkszählung im Jahr 1991 wurden 119.267 Einwohner gezählt; die Bevölkerungsdichte lag somit bei 270 Einwohnern pro km². Die Stadt selbst hat einer Berechnung von 2012 zufolge 8529 Einwohner.

## Geschichte
Badagry wurde im frühen 15. Jahrhundert gegründet und wurde ein wichtiger Hafen für den Sklavenhandel. Von 1737 bis 1748 war Badagry eine niederländische Kolonie. Als der Sklavenhandel bekämpft wurde, erlangte die christliche Mission für Badagry eine zunehmende Bedeutung. 1863 wurde die Stadt von Großbritannien annektiert und der Kolonie Lagos angeschlossen.